# Barom Reachea V
Barom Reachea V (né en 1579 mort en 1599). Prince Ponhea Ton, roi du Cambodge  de 1596 à 1599 sous le nom de règne de « Paramaraja V ». 

## Biographie
Second fils du roi Satha Ier. Après la mort de son père et de son frère aîné  Chey Chettha Ier  ainsi que l’élimination  de l’usurpateur Preah Ram Ier puis de son fils et successeur par les Portugais de Diogo Veloso et les Espagnols de Blaz Ruiz, il se fait reconnaître roi en 1596.
Il nomme Diogo Veloso gouverneur de  Ba phnum (province de Prey Veng) et Blaz Ruiz de Treang (province de Takev). La flotte de renfort espagnole qui avait quitté les Philippines en septembre 1598 avec 200 soldats subit une tempête et s’échoue en Chine près de Canton; elle doit regagner Manille par Macao
Une frégate et deux navires parviennent à rejoindre les « Quatre Bras » (Chaktomuk) près de l’actuel Phnom Penh en octobre de la même année mais les équipages entrent en conflit avec les Malais implantés dans la région. Le roi dépêche les deux gouverneurs européens avec qui il venait de réduire une révolte des 
Chams musulmans et rétablir l’ordre. Arrivé trop tard pour sauver leurs compatriotes Veloso et Ruiz sont massacrés à leur tour.
Le jeune roi décide alors de les venger mais il est tué lors du premier engagement avec les rebelles à Pot-Rat avant la fin de 1599.